# Rosa Luxemburgo
Rosa Luxemburgo (en inglés y alemán: Rosa Luxemburg; en polaco: Róża Luksemburg; Zamość, Polonia; 5 de marzo de 1871-Berlín, República de Weimar (Alemania); 15 de enero de 1919) fue una teórica y activista socialista de origen polaco, naturalizada alemana. Fue una figura clave de los movimientos socialistas en Polonia y Alemania a principios del siglo XX.
A lo largo de su vida, Rosa Luxemburgo luchó por los derechos de los trabajadores y abogó por una transformación radical de la sociedad. Como pensadora humanitaria, se destacó por su defensa incansable de la justicia social, la emancipación de las mujeres y la crítica a las injusticias sistemáticas que afectaban a las clases más desfavorecidas. Su pensamiento y su activismo político dejaron una profunda huella en la historia del socialismo internacional.
Luxemburgo fue una defensora de la paz, opuesta a la guerra imperialista, y participó activamente en la fundación de la Liga Espartaquista, que más tarde se convertiría en el Partido Comunista de Alemania. Aunque su ideología y sus métodos no fueron siempre compartidos por sus contemporáneos, su legado como luchadora por los derechos humanos y la justicia social sigue siendo relevante hasta hoy.
Rosa Luxemburgo fue asesinada en 1919 durante el levantamiento espartaquista, un acto que terminó con su vida, pero no con su influencia. Actualmente, se la recuerda como una de las grandes figuras de la lucha por una sociedad más justa y solidaria.
El pensamiento de Rosa Luxemburgo sigue siendo estudiado y debatido en la actualidad, especialmente en lo que respecta a su visión del socialismo y la democracia. Aunque su enfoque radical no fue siempre bien recibido en su época, su legado continúa inspirando a generaciones de activistas, filósofos y pensadores que buscan una sociedad más equitativa. Además, su vida y sus ideas han sido motivo de reflexión en el campo del feminismo, donde es reconocida como una de las primeras pensadoras que relacionó la lucha de clases con la emancipación de la mujer, abriendo así nuevas perspectivas para el movimiento feminista contemporáneo.

## Vida

### Hasta 1914

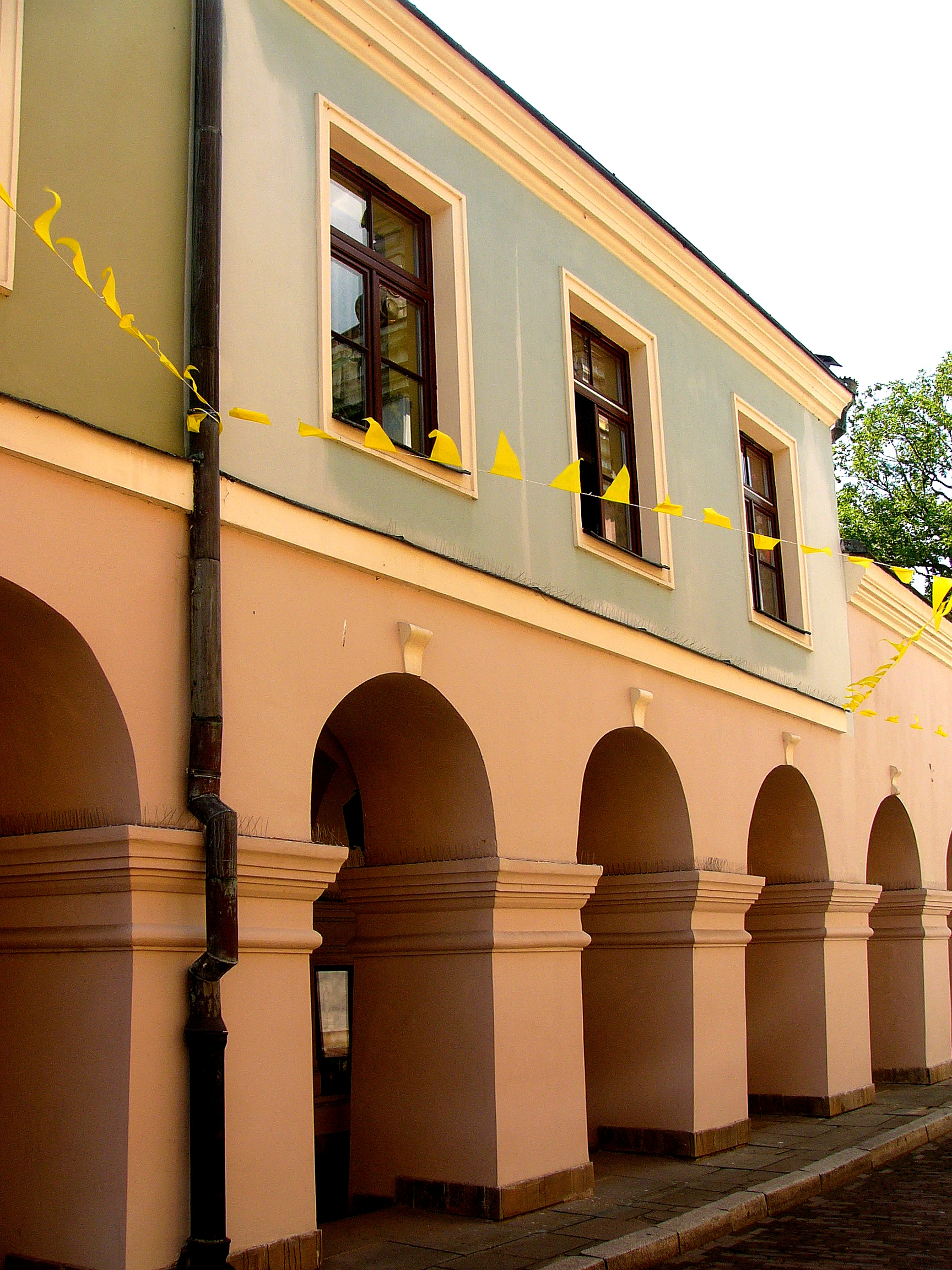
Casa natal de Luxemburg en Zamość, Polonia.

Rozalia Luksenburg nació el 5 de marzo de 1871, en Zamość, cerca de Lublin, en la Polonia entonces controlada por el Imperio ruso, en el seno de una familia de origen judío. Su padre fue Eliasz Luksenburg III, un comerciante maderero, y su madre Line Löwenstein; Rosa fue la quinta hija del matrimonio.
Cuando tenía cinco años, le diagnosticaron, por error, una tuberculosis ósea (probablemente fuera una dislocación) y permaneció en cama con la pierna enyesada un año entero; al quitar el yeso descubrieron que una de sus piernas era más corta que la otra. A causa de esto fue afectada por una cojera permanente.
Al mudarse a Varsovia, Rosa asistió a un liceo femenino (Gymnasium) desde 1880. Incluso a esa edad tan temprana, Rosa aparece como miembro del partido polaco izquierdista «Proletariat» desde 1886. Este partido se fundó en 1882, veinte años después de la aparición de los partidos obreros en Rusia, e inició su andadura política con la organización de una huelga general, tras la cual el partido fue desbaratado y cuatro de sus líderes condenados a pena de muerte. Algunos de sus miembros consiguieron reagruparse en secreto, uniéndose Rosa a uno de estos grupos.

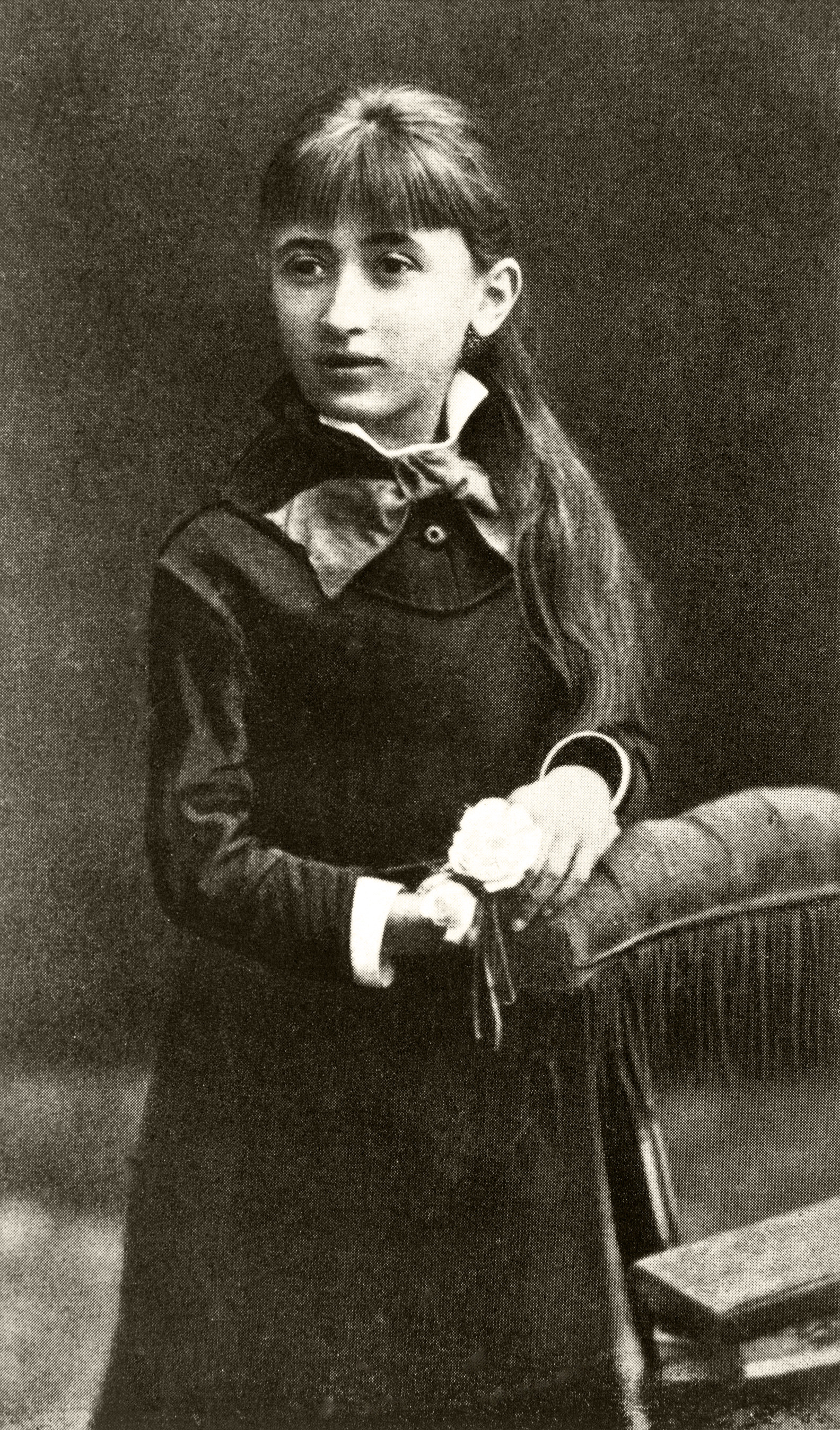
Retrato de Rosa Luxemburgo a los doce años, c. 1883.

En 1887 Rosa terminó la educación secundaria con un buen expediente, pero tuvo que huir a Suiza en 1889 para evitar su detención. Allí asistió a la Universidad de Zúrich junto a otras figuras socialistas, como Anatoli Lunacharski y Leo Jogiches, estudiando Filosofía, Historia, Política, Economía y Matemáticas de forma simultánea. Sus áreas de especialización fueron la teoría del Estado, la Edad Media y las crisis económicas y de intercambio de existencias.
En 1890, la ley de Bismarck que prohibía la socialdemocracia fue derogada, lo cual permitió que un legalizado Partido Socialdemócrata de Alemania (SPD) consiguiera escaños en el Reichstag.
En 1893, junto a Leo Jogiches y Julian Marchlewski (alias Julius Karski), fundaron el periódico La causa de los trabajadores (Sprawa Robotnicza), oponiéndose a las políticas nacionalistas del Partido Socialista Polaco. Rosa Luxemburgo creía que una Polonia independiente solo podía surgir tras una revolución socialista en Alemania, Austria y Rusia. Mantenía que la lucha debía focalizarse en contra del capitalismo, y no en la consecución de una Polonia independiente, negando por lo tanto el derecho de autodeterminación de las naciones bajo el socialismo, lo cual causaría su posterior enfrentamiento con Lenin.
Junto con Leo Jogiches fundó el Partido Socialdemócrata del Reino de Polonia (SDKP), que posteriormente se convertiría en el Partido Socialdemócrata del Reino de Polonia y Lituania (SDKPiL) al unirse a la organización socialdemócrata de Lituania. A pesar de vivir durante la mayoría de su vida adulta en Alemania, Rosa Luxemburgo permanecía como la principal teórica de la socialdemocracia polaca, liderando el partido junto a Jogiches, su principal organizador.
En 1898, Rosa Luxemburgo obtuvo la ciudadanía alemana, al casarse con Gustav Lübeck, y se mudó a Berlín. Allí participó activamente con el ala más izquierdista del Partido Socialdemócrata Alemán (SPD), definiendo claramente la frontera entre su fracción y la teoría revisionista de Eduard Bernstein, atacándole en 1899 en un folleto titulado ¿Reforma Social o Revolución? La habilidad retórica de Rosa pronto la convirtió en una de las líderes portavoces del partido. Denunció repetidamente el creciente conformismo parlamentario del SPD frente a la cada vez más probable situación de guerra. Rosa insistió en que la crítica diferencia entre capital y trabajo solo podía ser contrarrestada si el proletariado tomaba el poder y se producía un cambio revolucionario en todo el contexto de los medios de producción.
Desde 1900, Rosa Luxemburgo expresó sus opiniones sobre los problemas económicos y sociales en varios artículos en periódicos de toda Europa. Sus ataques al militarismo alemán y al imperialismo se volvieron más insistentes conforme vislumbraba la posibilidad de la guerra, e intentó persuadir al SPD de pronunciarse en la dirección opuesta. Rosa Luxemburgo quería organizar una huelga general que uniera solidariamente a todos los trabajadores y evitar la guerra, pero el líder del partido se opuso, lo que provocó su ruptura con Kautsky en 1910.
Entre 1904 y 1907 su trabajo se vio interrumpido a causa de tres encarcelamientos por motivos políticos. En 1904 estuvo presa dos meses por hacer propaganda contra los planes de guerra del Gobierno alemán. En plena revolución en Rusia, Rosa viajó en diciembre de 1905 desde Alemania, donde residía, hasta Varsovia (en Polonia, que en ese entonces formaba parte del Imperio ruso), donde también se desarrollaba la revolución. Fue detenida en marzo de 1906 y estuvo presa hasta junio. Se estableció hasta septiembre en Kuokkala (hoy Repino, Finlandia), desde donde se le facilitaba ir a San Petersburgo. Durante este período escribió el libro Huelga de masas, partido y sindicatos. Por su viaje a Rusia, cumplió condena de cárcel entre junio y agosto de 1907.

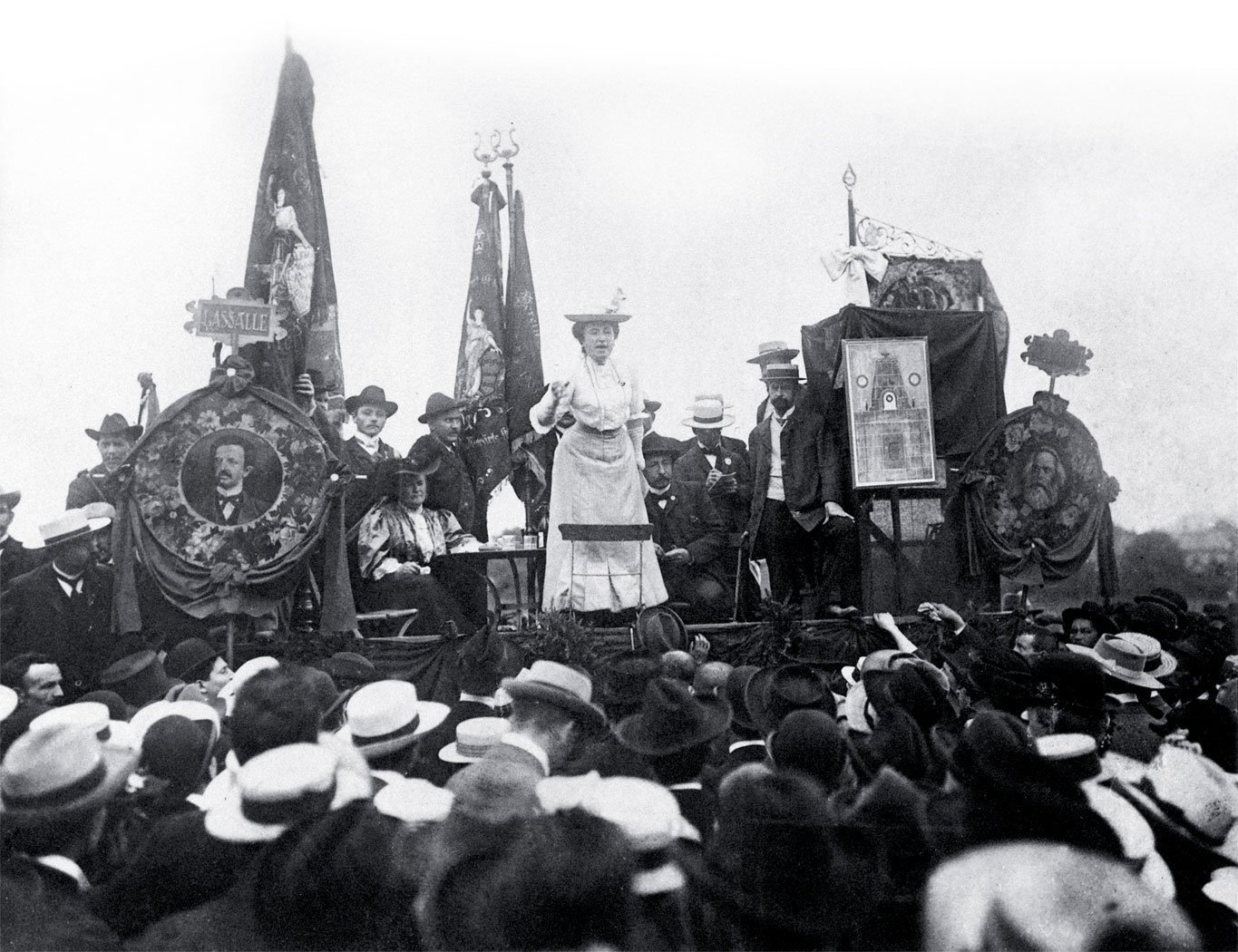
Rosa Luxemburgo dirigiéndose a una multitud en 1907.

Sin embargo, Rosa Luxemburgo mantuvo su actividad política. En 1907 tomó parte en el V Congreso del Partido Obrero Socialdemócrata Ruso en Londres, donde se entrevistó con Lenin. En el Segundo Congreso Socialista Internacional en Stuttgart, presentó la resolución —que fue aprobada— de que todos los partidos obreros europeos debían unirse para evitar la guerra.
Por esos años, Rosa comenzó a enseñar Marxismo y Economía en el centro de formación del SPD en Berlín. Uno de sus alumnos fue el que más tarde se convertiría en líder del SPD y primer presidente de la República de Weimar, Friedrich Ebert.
En 1912, su cargo de representante del SPD la llevó a los congresos socialistas europeos como el que tuvo lugar en París. Ella y el socialista francés Jean Jaurès propusieron que, en el caso de que estallara la guerra, los partidos obreros de Europa debían declarar la huelga general.
En La acumulación del capital (1913) Rosa argumentó que el capitalismo necesita expandirse constantemente hacia áreas no capitalistas para poder acceder a nuevas fuentes de suministro, mercados de plusvalía y reservas de mano de obra. Esta expansión, cada vez más violenta, agudizaría las contradicciones internas del sistema preparando así su derrocamiento revolucionario. Su conclusión de que los límites del sistema capitalista lo llevan al imperialismo y la guerra llevó a Luxemburgo a toda una vida de campaña contra el militarismo y el colonialismo.

Al ocurrir el atentado de Sarajevo contra el archiduque Francisco Fernando y su mujer, el 28 de junio de 1914, a partir del cual la guerra ya parecía inevitable, organizó varias manifestaciones —por ejemplo en Fráncfort— llamando a la objeción de conciencia en el servicio militar y a no obedecer las órdenes. A causa de esto, fue acusada de «incitar a la desobediencia contra la ley y el orden de las autoridades» y sentenciada a un año de prisión. Su detención, sin embargo, no se produjo inmediatamente, lo que le permitió tomar parte en una reunión de la dirección socialista en julio, en la que confirmó que el sentimiento nacionalista de los partidos obreros era más fuerte que su conciencia de clase.

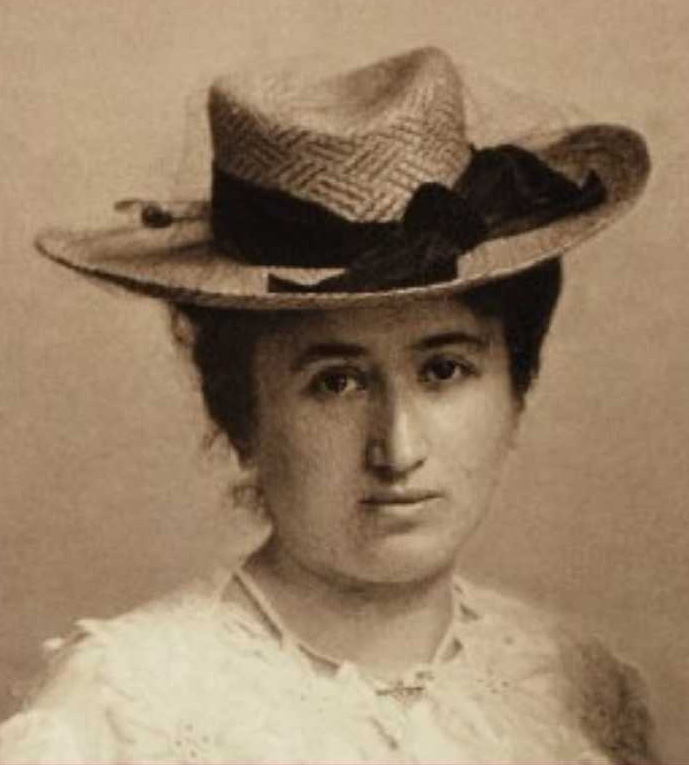
Rosa Luxemburgo (1895)
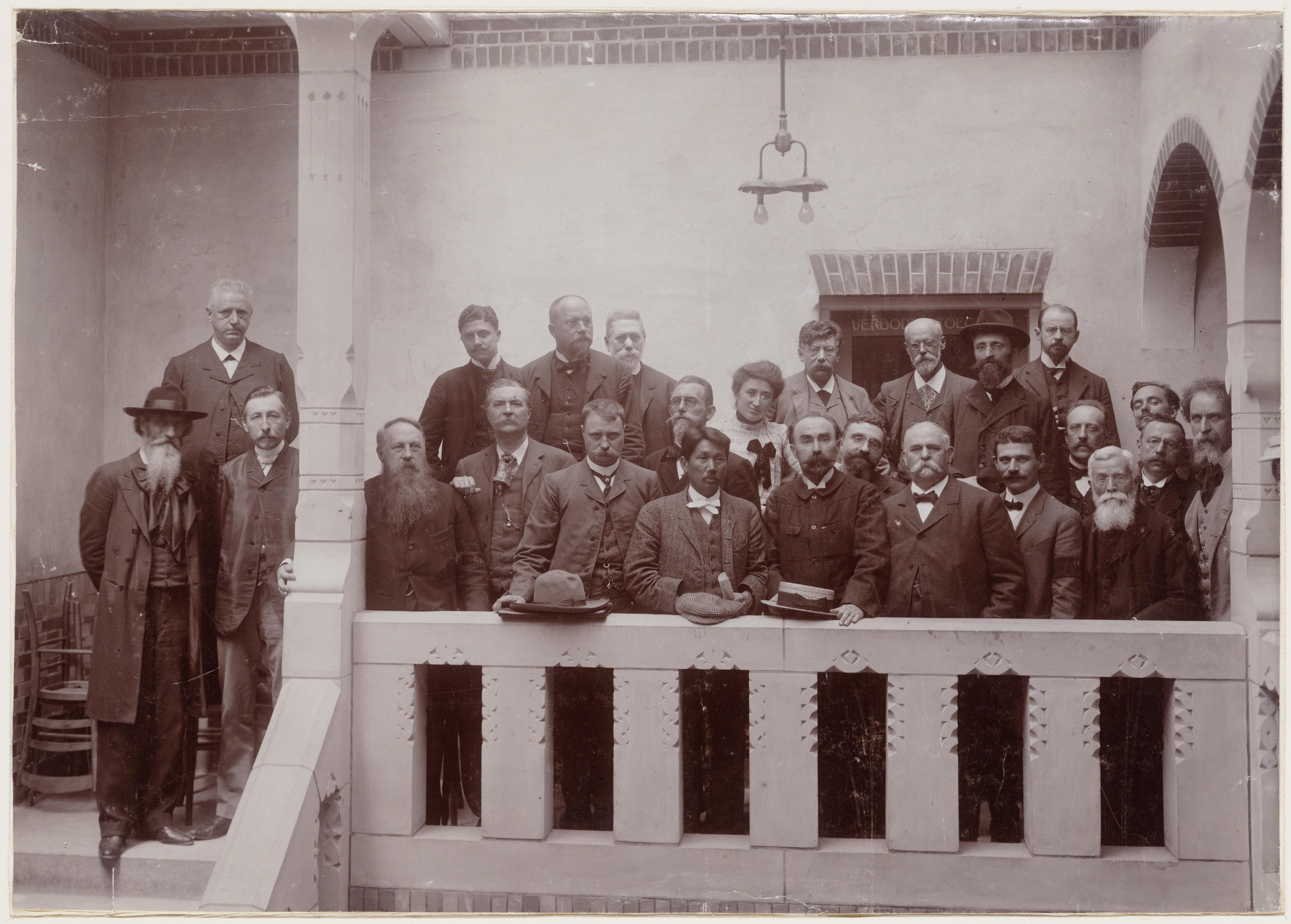
Rosa Luxemburgo (centro) entre los líderes de la Segunda Internacional, Ámsterdam (1904)
Rosa Luxemburgo y Kostja Zetkin (1909)
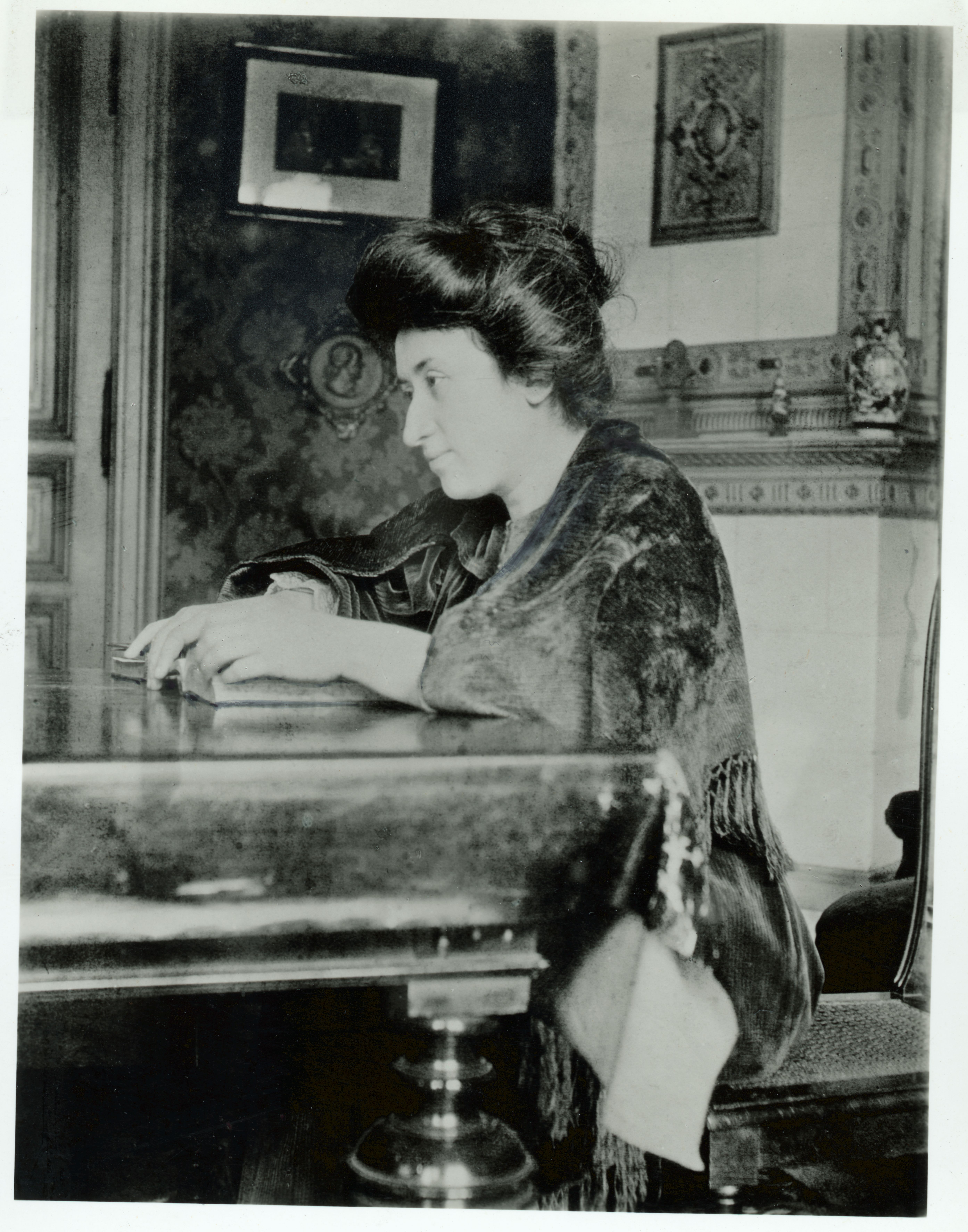
Rosa Luxemburgo (Berlín, 1907)
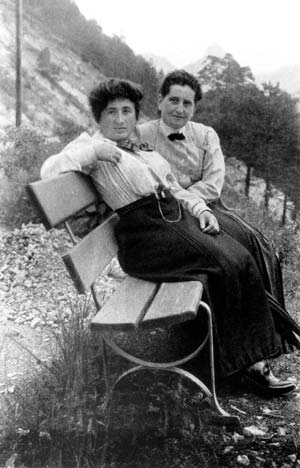
Rosa Luxemburgo y Luise Kautsky (1909)
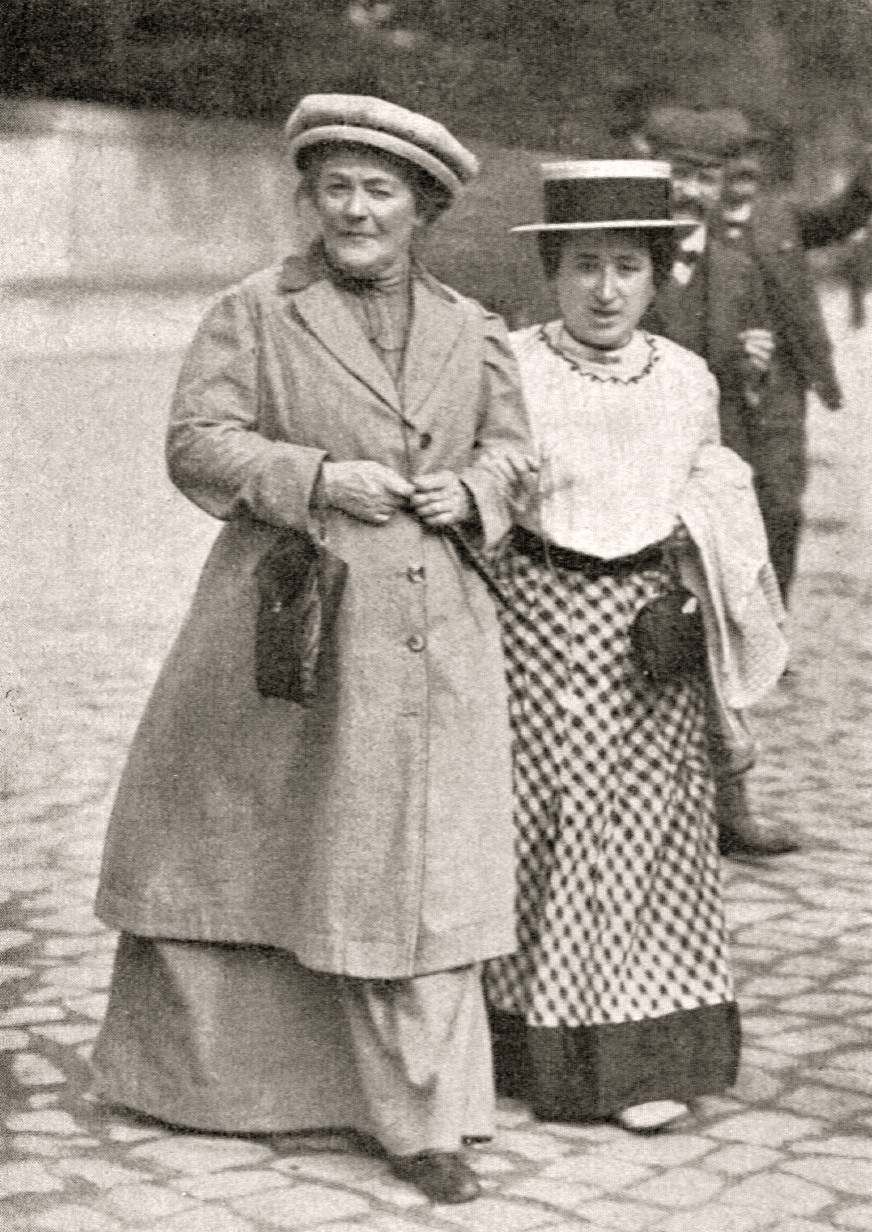
Clara Zetkin y Rosa Luxemburgo (1910)
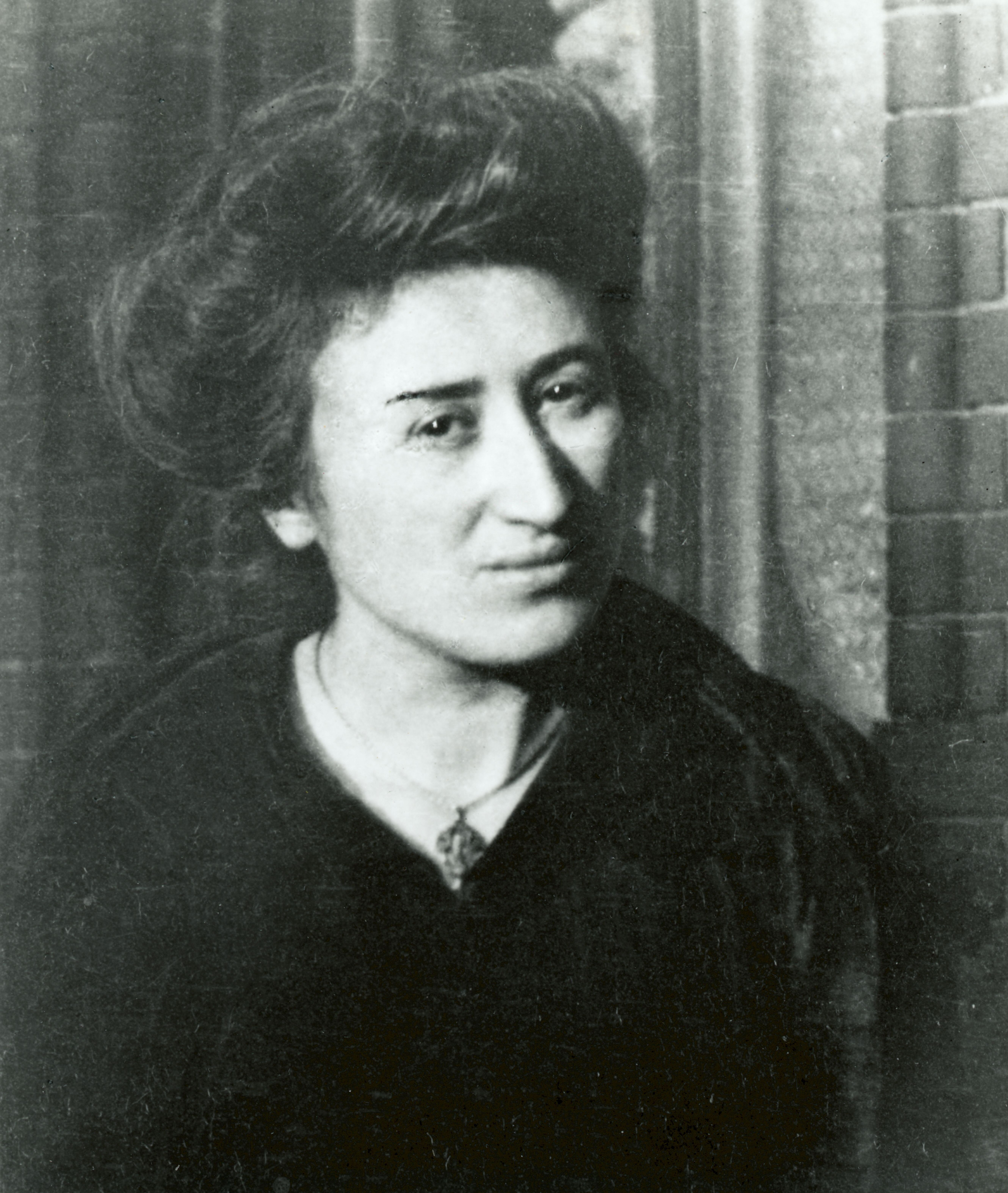
Rosa Luxemburgo (1910)

### La Primera Guerra Mundial y la revolución espartaquista (1914-1919)

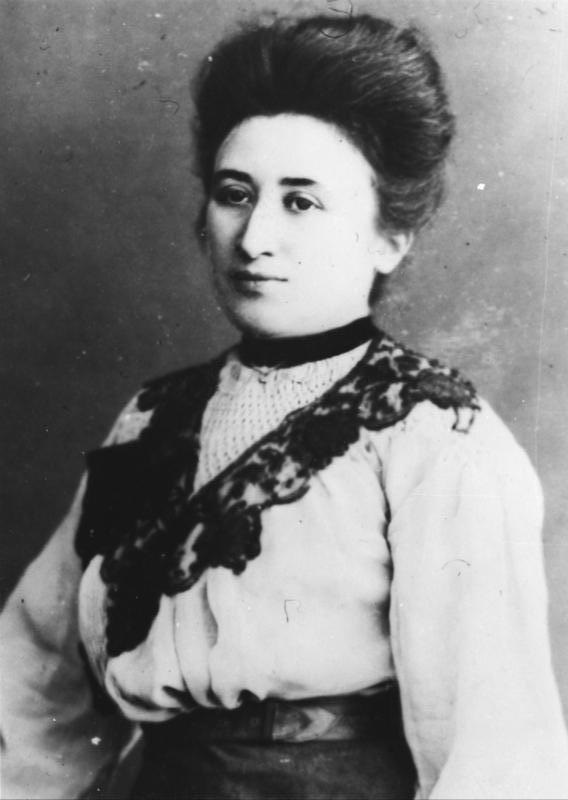
Rosa Luxemburgo en 1915.

El 28 de julio, cuando el Imperio austrohúngaro le declaró la guerra a Serbia, comenzó la Primera Guerra Mundial. El 3 de agosto de 1914, el Imperio alemán entró en el conflicto, al declararle la guerra a Rusia. Al día siguiente, el Reichstag aprobó por unanimidad financiar la guerra con bonos de guerra. Todos los representantes socialdemócratas votaron a favor de la propuesta, e incluso el partido llegó a declarar una tregua con el Gobierno, prometiendo abstenerse de declarar huelgas durante la guerra. Para Rosa Luxemburgo todos estos hechos fueron una catástrofe personal, que incluso la llevaron a considerar la posibilidad del suicidio: el revisionismo, al cual se había opuesto desde 1899, había triunfado y la guerra estaba en marcha.
Junto con Karl Liebknecht, Clara Zetkin y Franz Mehring, creó el grupo Internacional el 5 de agosto de 1914, el cual se convertiría posteriormente, el 1 de enero de 1916, en la Liga Espartaquista. Escribieron gran cantidad de panfletos ilegales firmados como «Espartaco», emulando al gladiador tracio que intentó la liberación de los esclavos de Roma. Incluso la misma Rosa Luxemburgo adoptó el apodo de «Junius», tomado de Lucius Junius Brutus, el cual se considera fundador de la República de Roma tras deponer al último rey romano (509 a. C.).
El nuevo grupo rechazó el «alto el fuego» entre el SPD y el Gobierno alemán del káiser Guillermo II por la cuestión de la financiación de la guerra, luchando vehementemente en su contra e intentando provocar una huelga general. Como consecuencia de ello, el 28 de junio de 1916 Rosa Luxemburgo y Karl Liebknecht fueron sentenciados a dos años y medio de prisión. Durante su estancia en la penitenciaría fue trasladada dos veces, primero a Posen y posteriormente a Breslavia. Durante este tiempo escribió varios artículos usando el seudónimo de «Junius», los cuales fueron sacados clandestinamente de la cárcel y publicados ilegalmente. En ellos se incluía el titulado «La Revolución rusa», en el cual criticaba, pero comprendía, la toma del poder por los bolcheviques y prevenía acerca del peligro de una dictadura de partido único; sin embargo, continuó utilizando el concepto de dictadura del proletariado, importante en la tradición marxista, como sinónimo de control del Estado por parte de la clase obrera cuyo objetivo es expandir la democracia.

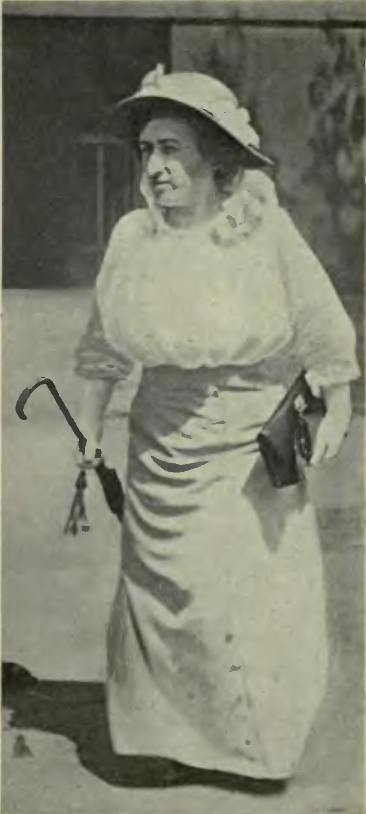
Rosa Luxemburgo en 1918.

Fue en este contexto en el que escribió su famosa frase: «Freiheit ist immer die Freiheit des Andersdenkenden» («La libertad siempre es la libertad del que piensa diferente»). Otra publicación de la misma época —junio de 1916— fue La crisis de la socialdemocracia. En 1917, cuando los EE. UU. intervinieron en el conflicto, la Liga Espartaquista se afilió al Partido Socialdemócrata Independiente de Alemania (USPD), compuesto también por antiguos miembros del SPD opuestos a la guerra, fundado por Karl Kautsky. El 9 de noviembre de 1918 el USPD llegó al poder como gobernante de la nueva república junto con el SPD, tras la abdicación del káiser Guillermo II y tras el levantamiento conocido como la Revolución de Noviembre alemana, la cual comenzó en Kiel el 4 de noviembre de 1918, cuando 40 000 marineros e infantes de marina tomaron el control del puerto en protesta, porque el Alto Mando Naval Alemán planeaba un último enfrentamiento con la Real Marina Británica, cuando parecía sin embargo bastante evidente que la guerra ya se había perdido. El 8 de noviembre, los Consejos de Trabajadores y Soldados controlaban la mayor parte del oeste de Alemania, dando lugar a la formación de la República de Consejos (Räterepublik), basados en el sistema de sóviets ruso desarrollado en la revolución rusa de 1905 y 1917.
Rosa Luxemburgo salió de la cárcel de Breslavia el 8 de noviembre; Liebknecht lo había hecho poco antes y había ya comenzado la reorganización de la Liga Espartaquista. Juntos crearon el periódico Die Rote Fahne (La Bandera Roja), en uno de cuyos primeros artículos Rosa reclamó la amnistía para todos los prisioneros políticos, abogando por la derogación de la pena de muerte. Sin embargo, el frente unido se desintegró a finales de diciembre de 1918, cuando el USPD abandonó la coalición en protesta por los compromisos adquiridos con el  statūs quo capitalista por el SPD. El 1 de enero de 1919 la Liga Espartaquista junto a otros grupos socialistas y comunistas —incluyendo la Internacional Comunista Alemana (IKD)— crearon el Partido Comunista de Alemania (KPD), principalmente gracias a la iniciativa de Karl Liebknecht y Rosa Luxemburgo. Esta última apoyó que el KPD se involucrara en la asamblea constitucional nacional —la que finalmente acabaría fundando la República de Weimar— pero su propuesta no tuvo éxito.

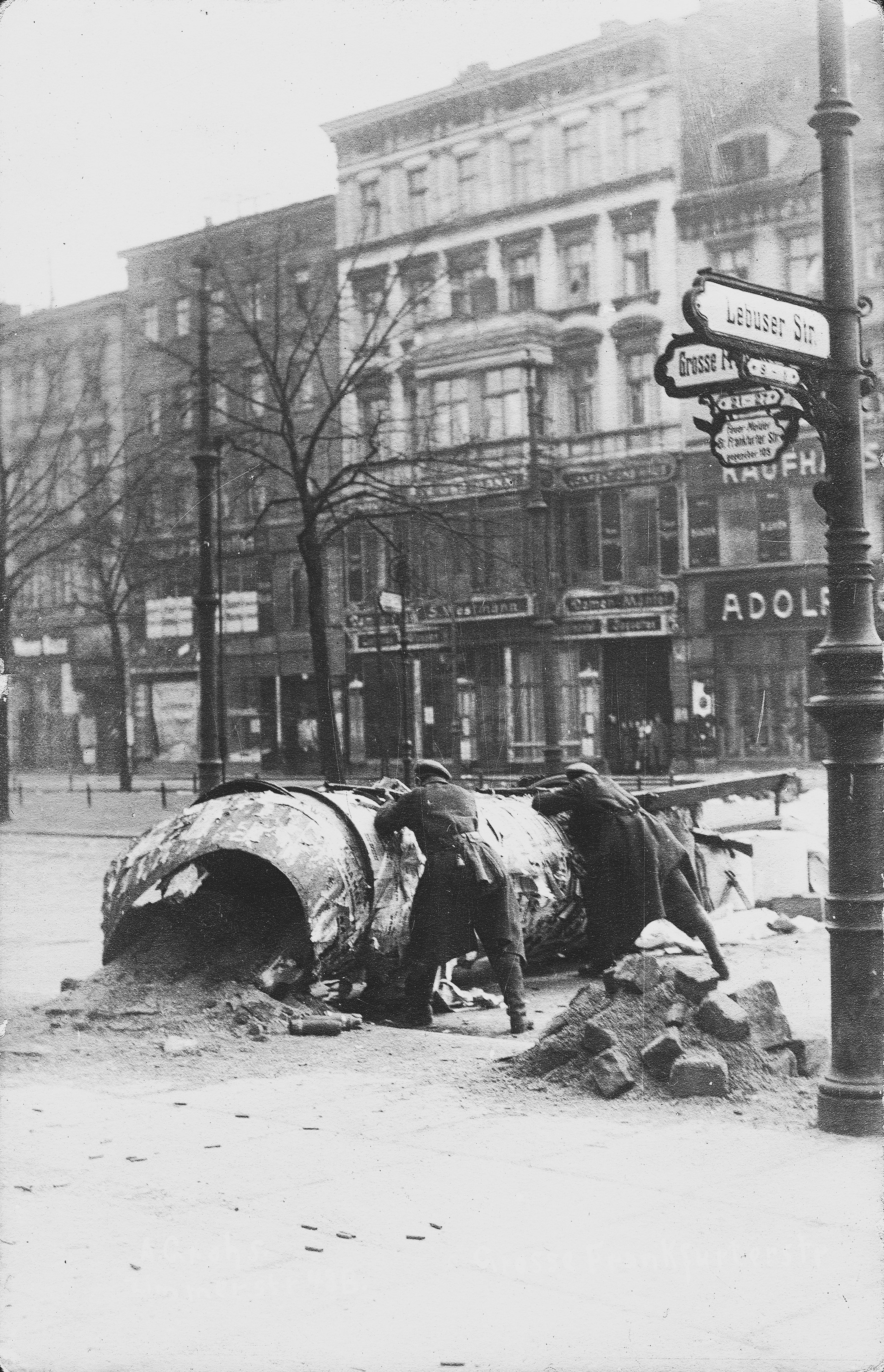
Barricada durante la Revolución de Noviembre.

En enero, una segunda ola revolucionaria sacudió Alemania, aunque algunos de los líderes del KPD —incluida Rosa Luxemburgo— no deseaban promoverla. En respuesta al levantamiento, el líder socialdemócrata Friedrich Ebert, temeroso ante la inestabilidad política y sus consecuencias, accedió a que la milicia nacionalista, los «Cuerpos Libres» (Freikorps), lo sofocaran, desatando el "Terror Blanco". Tanto Rosa Luxemburgo como Liebknecht fueron capturados en Berlín el 15 de enero de 1919, siendo asesinados ese mismo día. Rosa Luxemburgo fue derribada a culatazos por el soldado Otto Runge (1875-1945), luego recibió un disparo en la cabeza por parte del teniente Kurt Vogel (1889-1967) o del teniente Herman Souchon (1894-1982); su cuerpo fue lanzado al Landwehr Canal en Berlín. Liebknecht recibió un tiro en la nuca, y su cuerpo fue enterrado en una fosa común. Otros cientos de miembros del KPD fueron asesinados, y los comités suprimidos.
En sus memorias, Baldur von Schirach narra la confesión del almirante de la Marina alemana (Kriegsmarine) durante la Segunda Guerra Mundial, Erich Raeder, mientras ambos permanecieron reclusos en la prisión de Spandau tras ser juzgados en los juicios de Núremberg. Según Raeder, Wilhelm Canaris, quien llegó a ser el jefe máximo de la Abwehr (la oficina de inteligencia militar durante el régimen nazi) y acabó en la horca tras el fallido intento de asesinato de Hitler en la Operación Walkiria, fue quien en ese tiempo, como enérgico anticomunista y organizador de los Freikorps, habría planeado el asesinato de los dirigentes espartaquistas Rosa Luxemburgo y Karl Liebknecht: 

Canaris preparó aquel asesinato y se las arregló para ser nombrado juez en el proceso. De esta manera le fue posible influenciar la investigación y conseguir que el autor, que había obrado de acuerdo con sus órdenes, saliera bien librado. Doy mi palabra sobre todo ello.

## Pensamiento

### Dialéctica de la espontaneidad y la organización

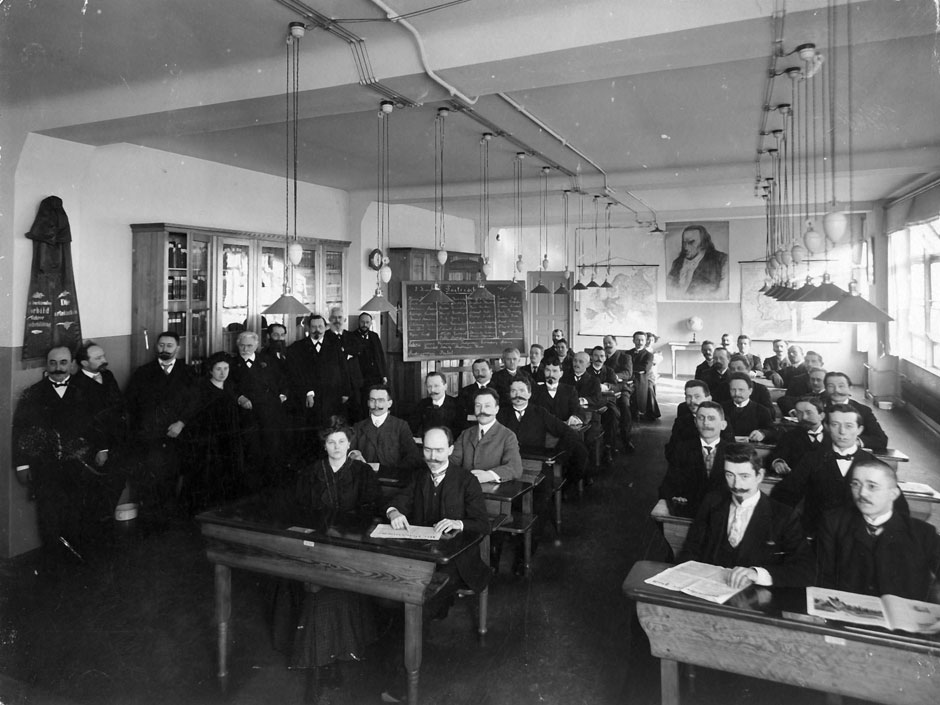
Luxemburgo (hacia la izquierda) entre los asistentes de la escuela del partido SPD en 1907.

Un elemento central de su pensamiento es la dialéctica de la espontaneidad y la organización, en la cual debe considerarse la espontaneidad como a un acercamiento radical (o incluso anarquista), y la organización como un acercamiento más burocrático o institucional a la lucha de clases. De acuerdo con esta dialéctica, la espontaneidad y la organización no son dos operaciones separadas o separables, sino diferentes momentos del mismo proceso, de forma que uno no puede existir sin el otro. Esta visión teórica surge de la lucha de clases elemental y espontánea; y gracias a estas perspectivas es como la lucha de clases se desarrolla hacia un nivel superior.

La clase trabajadora de cada país sólo aprende a luchar en el curso de sus combates (...) la socialdemocracia (...) es sólo la avanzadilla del proletariado, una pequeña pieza del total de la masa trabajadora; sangre de su sangre, carne de su carne. La socialdemocracia busca y encuentra las vías, las consignas específicas, de la lucha de los trabajadores solamente en el curso del desarrollo de esta lucha, y adquiere la certeza del recto camino sólo a través de esta lucha.
De En la hora de la Revolución: ¿Qué es lo siguiente?

La espontaneidad está siempre mediatizada por la organización, así como la organización debe ser vitalizada por la espontaneidad. No existe espacio en el pensamiento de Luxemburgo para la idea de un espontaneísmo abstracto. La Dialéctica de la Espontaneidad y la Organización se desarrolla dentro del contexto y bajo la influencia de una ola de huelgas masivas en Europa, especialmente durante la Revolución rusa de 1905. En contra de la ortodoxia socialdemócrata de la Segunda Internacional, no consideraba la organización como el producto de la investigación científico-teórica del imperativo histórico, sino como el producto de la lucha de las clases trabajadoras.

La socialdemocracia es simplemente la personificación de la moderna lucha de clases del proletariado, una lucha que es conducida por la conciencia de su propia consecuencia histórica. Las masas son realmente sus propios líderes, y crean dialécticamente su propio proceso de desarrollo. Cuanto más se desarrolle, crezca y se fortalezca la socialdemocracia, mejor encontrarán su propio destino las masas de trabajadores, el liderazgo de su movimiento, y la determinación de su dirección en sus propias manos. Y como todo el movimiento socialdemócrata es solamente la avanzadilla consciente del movimiento de la clase obrera, que en palabras del Manifiesto Comunista representa en cada momento particular de la lucha el interés permanente por la liberación y los intereses parciales de la fuerza de trabajo vis à vis con los intereses del movimiento como un todo, así dentro de la socialdemocracia sus líderes son los más poderosos, los más influyentes, los más preclaros y conscientes ellos se convierten simplemente en los portavoces de los deseos y anhelos de las masas ilustradas, simplemente los agentes de las leyes objetivas del movimiento de clase.
De El liderazgo político de las clases trabajadoras alemanas

También sostiene que son los mismos obreros quienes han de liberarse a sí mismos.

La moderna clase proletaria no desarrolla su lucha de acuerdo a un plan establecido en un libro teórico; la actual lucha de los trabajadores es una parte de la Historia, una parte del progreso social, y en el centro de la historia, en el centro del progreso, en el medio de la lucha, aprendemos cómo debemos luchar... Esto es exactamente lo más loable, esto es por lo que este colosal trozo de cultura, dentro del moderno movimiento obrero, define una época: que las multitudinarias masas de obreros fraguan primero con su propia consciencia, con sus propias creencias, e incluso a partir de su propio conocimiento, las armas de su propia liberación.
De La Política de las Huelgas de Masas y los sindicatos

### Crítica de la Revolución de Octubre

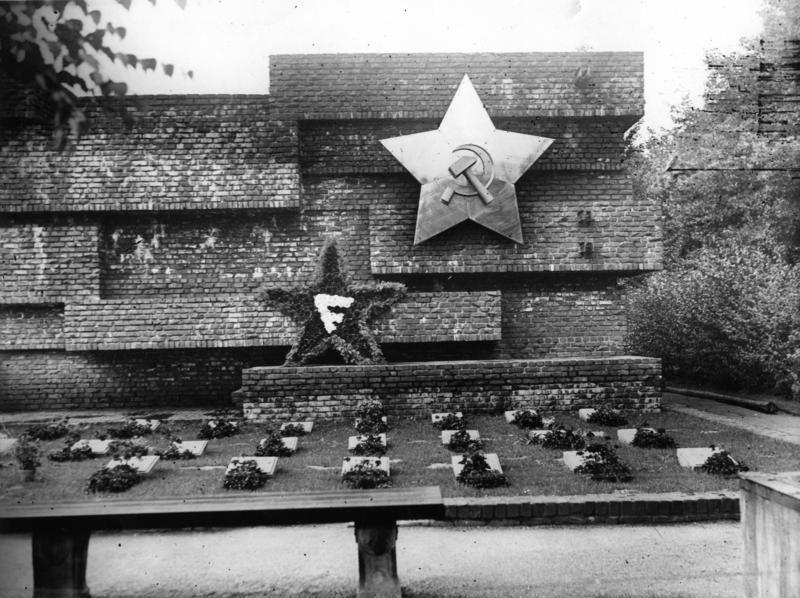
Un monumento a los líderes espartaquistas Karl Liebknecht y Rosa Luxemburgo, encargado por Eduard Fuchs, líder del Partido Comunista de Alemania diseñado por Ludwig Mies van der Rohe, construido por Wilhelm Pieck e inaugurado el 13 de junio de 1926, posteriormente destruido por los nazis.

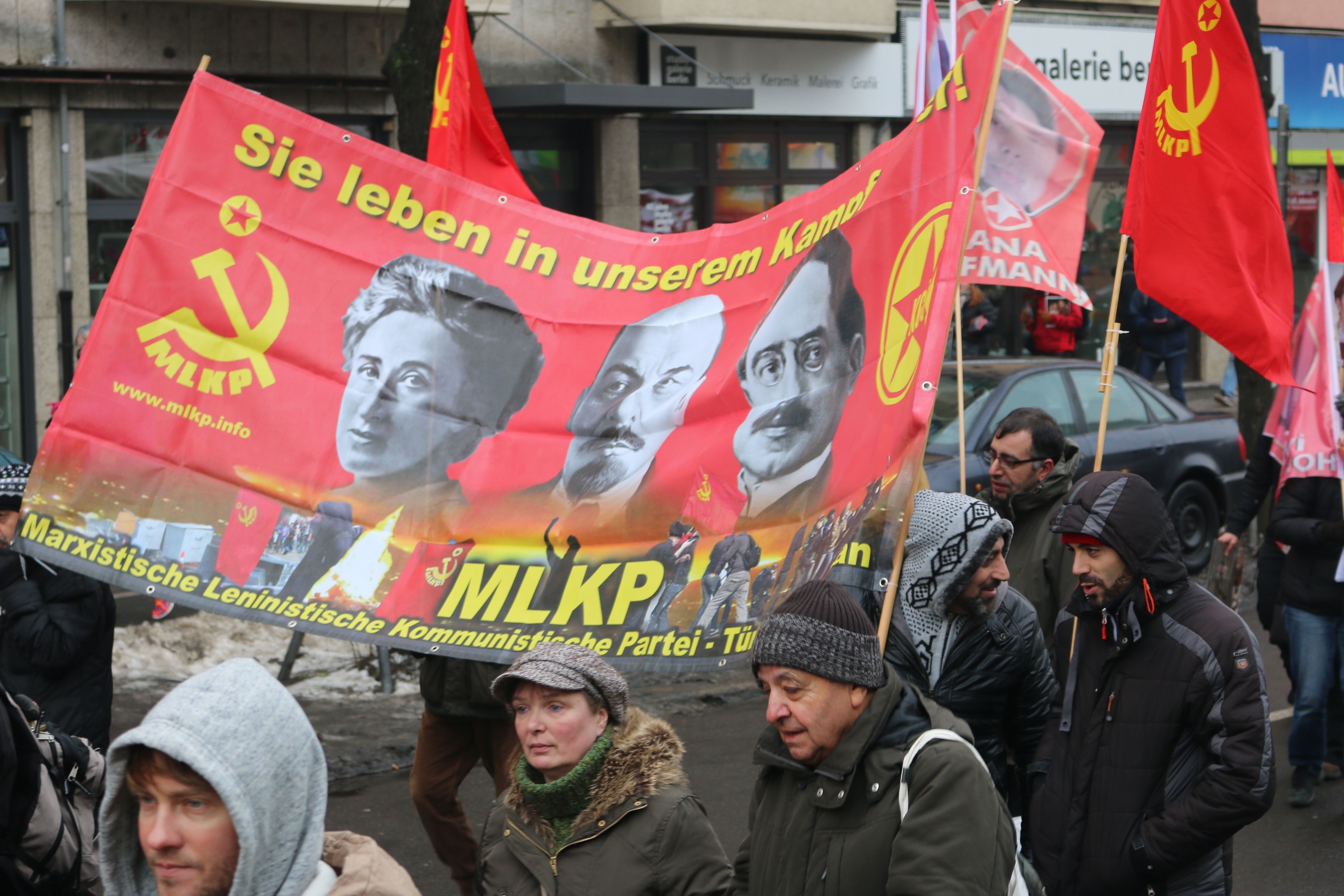
Una escena de la manifestación de 2016 en Berlín, que se celebra cada año en enero para honrar a los comunistas asesinados Liebknecht y Luxemburgo.

En un artículo publicado justo antes de la Revolución de Octubre, Rosa Luxemburgo caracterizó la Revolución rusa de febrero de 1917 como una revolución proletaria, afirmando que la burguesía liberal tuvo que ponerse en movimiento a causa de la demostración de fuerza del proletariado. La tarea del proletariado ruso era entonces acabar con la guerra imperialista (la Primera Guerra Mundial), además de luchar contra la burguesía imperialista. La guerra mundial imperialista maduró a Rusia para la revolución socialista. Así, «al proletariado alemán... se le ha plantado también una cuestión de honor, ciertamente fatídica». Para Rosa Luxemburgo, Lenin y Trotski traicionaron al socialismo tras desmantelar el sistema democrático ruso.

[E]l remedio que encontraron Lenin y Trotsky, la eliminación de la democracia como tal, es peor que la enfermedad que se supone va a curar; pues detiene la única fuente viva de la cual puede surgir el correctivo a todos los males innatos de las instituciones sociales. Esa fuente es la vida política activa, sin trabas, enérgica, de las más amplias masas populares.
La Revolución Rusa 4. La Asamblea Constituyente 

Su aguda crítica a la Revolución de Octubre y a los bolcheviques disminuyó en la medida en que ella explicó los errores de la revolución y de los bolcheviques como «un completo fracaso del proletariado internacional» (Sobre la Revolución rusa). A pesar de toda su carga crítica, dejó claro como credencial de los bolcheviques que al menos ellos se habían atrevido a hacer la revolución.

En esta erupción de la división social en el seno de la sociedad burguesa, en la profundización internacional y el enaltecimiento del antagonismo de clases radica el mérito histórico del Bolchevismo, y en esta proeza - como siempre en las grandes conexiones históricas - los errores y equivocaciones puntuales desaparecen sin dejar rastro.
Fragmentos sobre la Guerra, la Cuestión Nacional y la Revolución

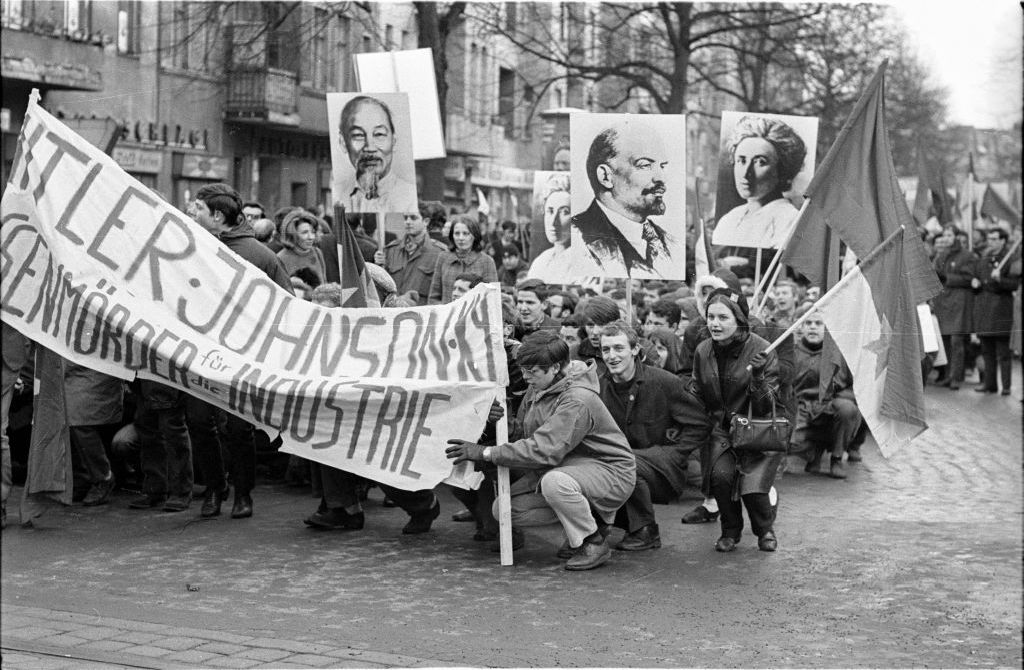
Movimiento estudiantil alemán en 1968.

Tras la Revolución de Octubre, hacer ellos mismos una revolución se convirtió en una «responsabilidad histórica» de los obreros alemanes, y por tanto acabar con la guerra (La Responsabilidad Histórica). Cuando estalló la revolución en Alemania en noviembre de 1918, Rosa Luxemburgo inmediatamente comenzó a agitar para provocar una revolución social:

La abolición de la ley del capital, la implantación de un orden social socialista - esto, y nada más, es el tema histórico de la presente revolución. Es una formidable empresa, que no puede desarrollarse en un abrir y cerrar de ojos simplemente mediante decretos desde arriba. Sólo puede llevarse a cabo a través de la acción consciente de las masas trabajadoras en la ciudad y en el campo, sólo mediante la más alta madurez intelectual y un inmarchitable idealismo puede ser conducida seguramente a través de todas las tempestades hasta arribar a buen puerto.
El comienzo

La revolución social demanda que el poder recaiga en las masas, en las manos de los consejos de trabajadores y soldados. Este es el programa de la revolución. Existe, sin embargo, un gran trecho entre un soldado —desde un «Guardia de la Reacción»— y un proletario revolucionario.

### El papel del Partido
El partido, la guardia de asalto de la clase trabajadora, solo tiene que dar a las masas de trabajadores la visión de que el socialismo es el medio que les liberará de la explotación, y promover la revolución socialista. Las contradicciones internas del capitalismo, el antagonismo entre capital y trabajo, mantendrá ocupada a la revolución. La revolución, así, educará a las masas, haciéndolas revolucionarias:

La Historia es el único maestro infalible, y la revolución la mejor escuela para el proletariado. Ellas asegurarán que las "pequeñas hordas" de los más calumniados y perseguidos se conviertan, paso a paso, en lo que su visión del mundo les destina: la luchadora y victoriosa masa del proletariado socialista y revolucionario.
De Conferencia Nacional de la Liga Espartaquista

El deber del partido consiste solamente en educar a las masas no desarrolladas para llevarlas a su independencia, hacerlas capaces de tomar el poder por sí mismas. Lo que el partido debe asumir es la educación en el elemento subjetivo de la Revolución, que es inculcar la importancia de su misión histórica en la consciencia de la clase trabajadora. La revolución misma solo puede ser llevada a cabo por la clase trabajadora. Un partido que hable por los trabajadores, que los represente —por ejemplo en el Parlamento— y actúe en su nombre, se enfangará y se convertirá él mismo en un instrumento de la Contrarrevolución.

### Relación con el movimiento de mujeres y el feminismo

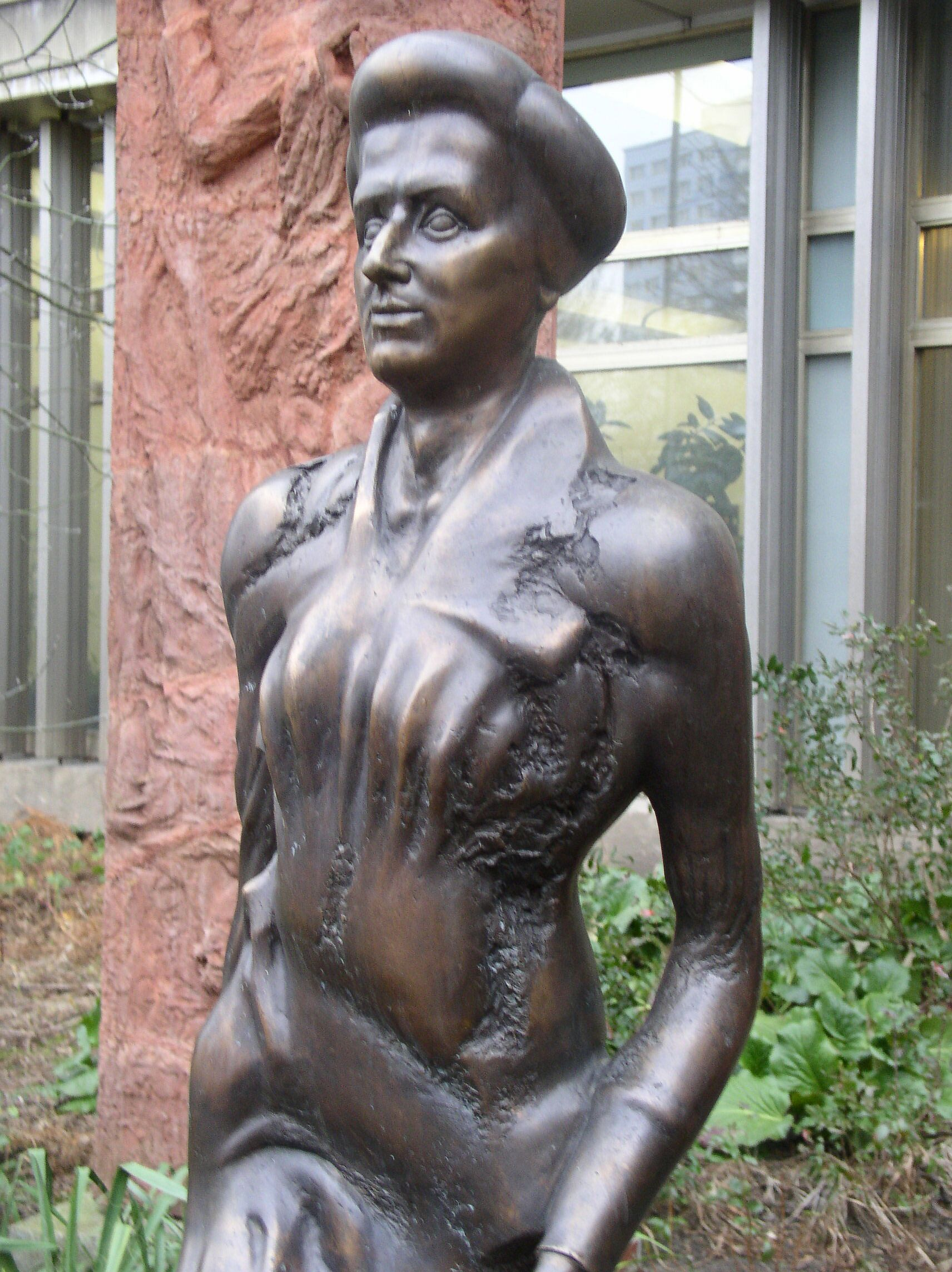
Una estatua de Rosa Luxemburgo en Berlín

En El voto femenino y la lucha de clases (1912) Luxemburgo toma una postura crítica con sectores capitalistas del feminismo:

La monarquía y la falta de derechos de la mujer se han convertido en los instrumentos más importantes de la dominación capitalista de clase (...) Si se tratara del voto de las damas burguesas, el Estado capitalista lo considerará como un apoyo para la reacción. La mayoría de estas mujeres burguesas, que actúan como leonas en la lucha contra los «privilegios masculinos», se alinearían como dóciles corderitos en las filas de la reacción conservadora y clerical si tuvieran derecho al voto. Serían incluso mucho más reaccionarias que la parte masculina de su clase. A excepción de las pocas que tienen alguna profesión o trabajo, las mujeres de la burguesía no participan en la producción social. No son más que co-consumidoras de la plusvalía que sus hombres extraen del proletariado. Son los parásitos de los parásitos del cuerpo social. Y los consumidores son a menudo mucho más crueles que los agentes directos de la dominación y la explotación de clase a la hora de defender su «derecho» a una vida parasitaria. (...) Las mujeres de las clases propietarias defenderán siempre fanáticamente la explotación y la esclavitud del pueblo trabajador gracias al cual reciben indirectamente los medios para su existencia socialmente inútil.

El llamado a la igualdad de las mujeres, cuando se desarrolla bien entre las mujeres burguesas, es la ideología pura de unos pocos grupos débiles sin raíces materiales, un fantasma del antagonismo entre el hombre y la mujer, una peculiaridad. Por lo tanto, la farsa naturaleza del movimiento sufragista.
En La proletaria (1914) Luxemburgo, como parte de una continuación del escrito de 1912 más detallado, exige separar a la mujer proletaria de la mujer burguesa:

Para la mujer burguesa su casa es su mundo. Para la proletaria su casa es el mundo entero, el mundo con todo su dolor y su alegría, con su fría crueldad y su ruda grandeza. La proletaria es esa mujer que migra con los trabajadores de los túneles desde Italia hasta Suiza, que acampa en barrancas y seca pañales entonando canciones junto a rocas que, con la dinamita, vuelan violentamente por los aires. Como obrera del campo, como trabajadora estacional, descansa durante la primavera sobre su modesto montón de ropa en medio del ruido, en medio de trenes y estaciones con un pañuelo en la cabeza y a la espera paciente de que algún tren le lleve de un lado a otro. Con cada ola de miseria que la crisis europea arroja hacia América, esa mujer emigra, instalada en el entrepuente de los barcos, junto con miles de proletarios, junto con miles de proletarios hambrientos de todo el mundo para que, cuando el reflujo de la ola produzca a su vez una crisis en América, se vea obligada a regresar a la miseria de la patria europea, a nuevas esperanzas y desilusiones, a una nueva búsqueda de pan y trabajo.

La mujer burguesa no está interesada realmente en los derechos políticos, porque no ejerce ninguna función económica en la sociedad, porque goza de los frutos acabados de la dominación de clase. La reivindicación de la igualdad de derechos para la mujer es, en lo que concierne a las mujeres burguesas, pura ideología, propia de débiles grupos aislados sin raíces materiales, es un fantasma del antagonismo entre el hombre y la mujer, un capricho. De ahí el carácter cómico del movimiento sufragista.

La proletaria, en cambio, necesita de los derechos políticos porque en la sociedad ejerce la misma función económica que el proletario, trabajo de la misma manera para el capital, mantiene igualmente al Estado, y es también explotada y dominada por éste. Tiene los mismos intereses y necesita las mismas armas para defenderse. Sus exigencias políticas están profundamente arraigadas no en el antagonismo entre el hombre y la mujer, sino en el abismo social que separa a la clase de los explotados de la clase de los explotadores, es decir, en el antagonismo entre el capital y el trabajo.

### Últimas palabras: creer en la revolución

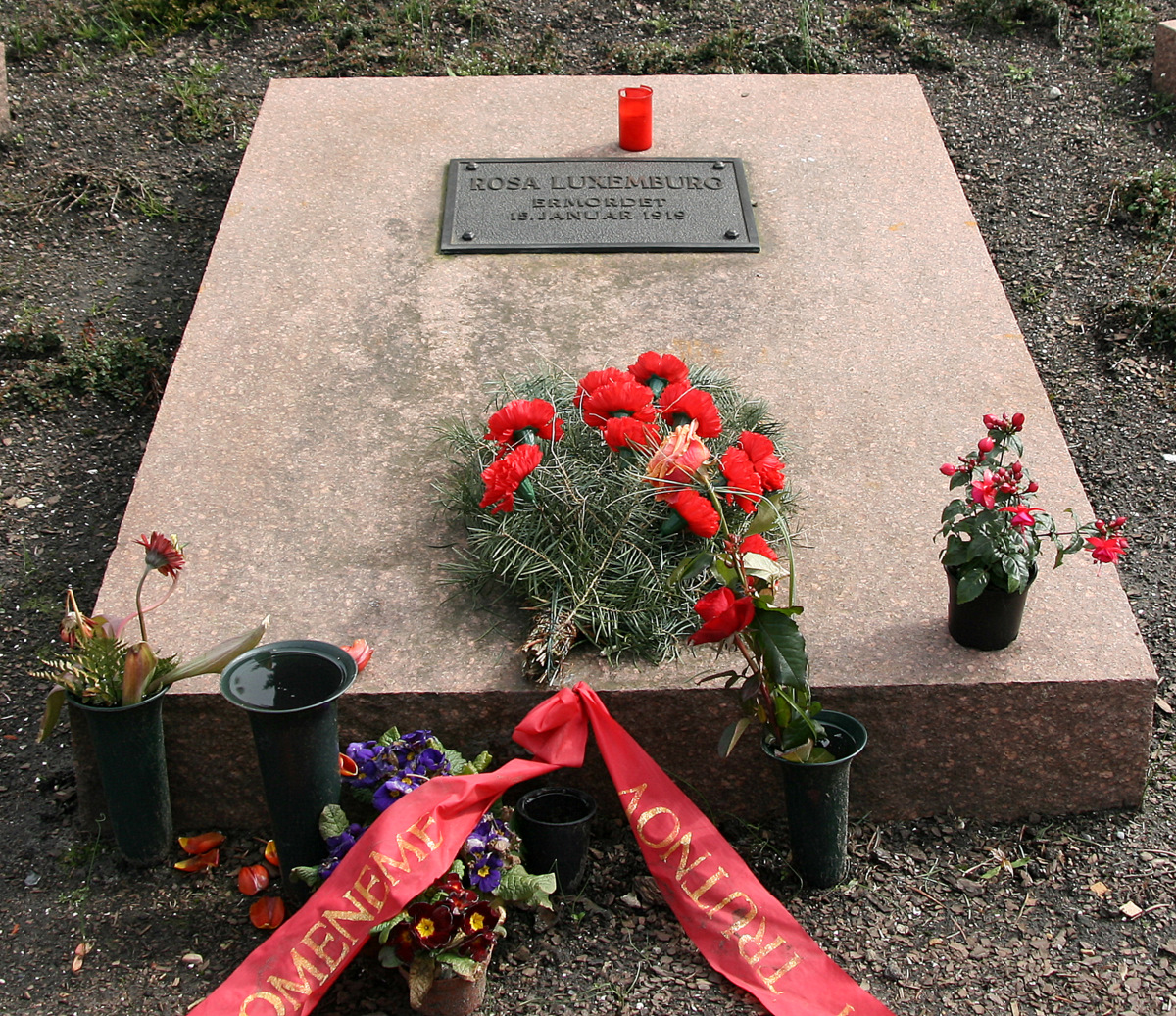
Tumba de Rosa Luxemburgo en Berlín.

Las últimas palabras conocidas de Rosa Luxemburgo, escritas la noche de su muerte, fueron sobre su confianza en las masas, y en la inevitabilidad de la revolución:

El liderazgo ha fallado. Incluso así, el liderazgo puede y debe ser regenerado desde las masas. Las masas son el elemento decisivo, ellas son el pilar sobre el que se construirá la victoria final de la revolución. Las masas estuvieron a la altura; ellas han convertido esta derrota en una de las derrotas históricas que serán el orgullo y la fuerza del socialismo internacional. Y esto es por lo que la victoria futura surgirá de esta derrota.

'¡El orden reina en Berlín!' ¡Estúpidos secuaces! Vuestro 'orden' está construido sobre la arena. Mañana la revolución se levantará vibrante y anunciará con su fanfarria, para terror vuestro: ¡Yo fui, yo soy, y yo seré!
De El orden reina en Berlín

## Cine sobre Rosa Luxemburgo
- Rosa Luxemburgo (1986), escrita y dirigida por Margarethe von Trotta

### Obras propias
- Obras Escogidas. Madrid: Editorial Ayuso. 1978.
- Escritos Políticos. Barcelona: Editorial Grijalbo. 1977.
- Rosa Luxemburgo critica el bolchevismo. Problemas de organización de la Socialdemocracia rusa y crítica de la Revolución rusa.
- La revolución rusa (2017), Barcelona, Editorial Página Indómita. ISBN 9788494655708. [En línea: La revolución rusa]
- Huelga de masas, partidos y sindicatos (2015), Madrid, Siglo XXI Editores. ISBN 978-84-323-1736-1 [En línea: Huelga de masas, partido y sindicatos, Fundación Federico Engels, 2003.]
- La crisis de la socialdemocracia (2017), Madrid, Akal. ISBN 978-84-460-4408-6 [En línea: La crisis de la socialdemocracia, Fundación Federico Engels, 2006.]
- Reforma o revolución (2015), Madrid, Akal. ISBN 978-84-460-4129-0 [En línea: Reforma o revolución, Fundación Federico Engels, 2002.]
- La acumulación del capital (1913). [En línea:]

### Estudios sobre Rosa Luxemburgo
- Gilbert Badia (1971). Los Espartaquistas. Barcelona: Editorial Mateu.
- Paul Frölich (1976). Rosa Luxemburgo, Vida y obra. Barcelona: Fundamentos.
- Daniel Guérin. Rosa Luxemburgo y la espontaneidad revolucionaria. Colección Utopía Libertaria. Archivado desde el original el 7 de agosto de 2008.
- Darío Renzi y Anna Bisceglie (2000). Rosa Luxemburgo. Roma: Editorial Prospettiva.
- Jörn Schütrumpf (2006). Rosa Luxemburg o el precio de la libertad. Berlín: Dietz. Archivado desde el original el 25 de octubre de 2007. Consultado el 30 de mayo de 2009.
- Errejón Galván, Íñigo; Iglesias Turrión, Pablo (30 de marzo-1 de abril de 2005). «The New Spartakists. The thought of Rosa Luxemburg to understand the Global Movement». Paper Presented at the Social Movements Conference Alternative Futures and Popular Protest, Manchester Metropolitan University. Manchester, U.K (en inglés). Consultado el 13 de julio de 2013.
- Döblin, Alfred (2011). Noviembre de 1918. 4 vol. Edhasa. [18]
- Viejo Viñas, Raimundo (30 de marzo de 1999). «La organización del movimiento. Notas provisorias sobre “el partido” en el pensamiento vivo de Rosa Luxemburg». Viento Sur. Consultado el 5 de marzo de 2014.
- Muiña, Ana (25 de enero de 2019). «Rosa Luxemburg, en la tormenta». La linterna sorda. ISBN 978-84-948285-3-9.